# اعتلال عصبي حسي
الاعتلال العصبي الحسي (تُعرف أيضًا باسم اعتلال العقد الحسية) هو نوع من الاعتلال العصبي المحيطي الذي يُسبب أعراضًا حسية بشكل أساسي (مثل الخدر، الألم أو الترنح) نتيجة تدمير أجسام الخلايا العصبية في عقد الجذر الظهري.
تنقسم أسباب تلف الأعصاب إلى فئات، منها: أسباب بارانيوبلازمية (أي الاعتلال العصبي الناتج عن السرطان)، وأسباب مناعية، وأسباب مُعدية، وأسباب وراثية أو تنكسية، وأسباب ناتجة عن التعرض للسموم. في الاعتلال العصبي الحسي مجهول السبب، لا يتحدد سبب واضح، وتشكل هذه الحالات حوالي 50% من جميع الحالات.
يختلف الاعتلال العصبي الحسي عن الاعتلالات العصبية المحيطية الأكثر شيوعًا والتي تعتمد على الطول (مثل الاعتلال العصبي السكري الحسي الحركي)، في أن الأعراض لا تبدأ من الأطراف السفلية وتتقدم للأعلى (من القدمين إلى الساقين واليدين)، بل تظهر بشكل متعدد البؤر، وغير متماثل، وغير معتمد على الطول، وغالبًا ما تؤثر على جميع الأطراف الأربعة منذ البداية.
يُعد الترنح (فقدان التناسق الحركي) من الأعراض البارزة في وقت مبكر من مسار المرض. وغالبًا ما تتأثر عقدة العصب ثلاثي التوائم أيضًا، مما يؤدي إلى خدر في الوجه.
عادةً لا تتأثر الأعصاب الحركية، ولكن في بعض الحالات قد يكون هناك ضعف حركي خفيف. تتطور الأعراض بشكل تحت حاد خلال أسابيع في الحالات المكتسبة، وتكون أبطأ في الحالات الوراثية أو التنكسية الأولية. في حالات الاعتلال العصبي الحسي الناتج عن السرطان أو العدوى، يكون العلاج موجهًا للسبب الأساسي.
تُستخدم أيضًا العلاجات المعدلة للمناعة والمضادة للالتهاب، ولكن فعاليتها محدودة.

## العلامات والأعراض
تحتوي عُقدة الجذر الظهرية على أجسام الخلايا العصبية الحسية، بما في ذلك:
الألياف الكبيرة Aβ المغلفة بالميالين، والتي تنقل الإحساس بالوضعية (الإحساس العميق) واللمس الدقيق إلى الدماغ عبر مسار العمود الظهري-الفتيل الإنسي (بالإنجليزية: dorsal column–medial lemniscus pathway)، والألياف الصغيرة C غير المغلفة بالميالين، والتي تنقل الإحساس بالحرارة والألم إلى الدماغ عبر المسار النخاعي-المهادي (بالإنجليزية: spinothalamic tract). لذلك، فإن تدمير أجسام الخلايا العصبية في عُقد الجذر الظهرية في حالات اعتلال العقد الحسية يؤدي إلى أعراض مثل: الترنح (فقدان التناسق الحركي)، ونقص الإحساس، والألم، وعسر الإحساس، والخدر أو التنميل، والألودينيا؛ أي الشعور بالألم من محفزات غير مؤلمة عادة. وتتميز هذه الأعراض بأنها تظهر في توزيع متعدد البؤر، غير متماثل، وغير معتمد على الطول.
تبدأ الأعراض عادةً في الأطراف العلوية والسفلية، وغالبًا ما تُصيب الوجه أيضًا في البداية. وهذا يختلف عن الاعتلالات العصبية المحيطية المعتمدة على الطول مثل الاعتلال العصبي السكري، حيث تبدأ الأعراض في القدمين ثم تتقدم تدريجيًا إلى الساقين، واليدين، والذراعين، والفخذين والجذع.
تكون القوة العضلية طبيعية غالبًا، لكن في بعض الحالات قد تتأثر بشكل طفيف.
في حالات الاعتلال العصبي الحسي المكتسب، يبدأ ظهور الأعراض بشكل تحت حاد، وخلال أسابيع، أما في الحالات مجهولة السبب أو الوراثية، فعادةً ما يكون المسار مزمن وبطيء، وتتطور الأعراض على مدار سنوات.

## السبب
يُعتقد أن اعتلال الأعصاب الحسي ناتج أساسًا عن عملية التهابية تتوسط فيها الخلايا التائية، مما يؤدي إلى تدمير أجسام الخلايا العصبية في العقدة الجذرية الظهرية. العقدة الجذرية الظهرية لا تفصلها حاجز الدماغ الدموي، لأنها تحتوي على شعيرات دموية نافذة، مما يجعلها شديدة النفاذية. هذا يسمح بدخول الأجسام المضادة والخلايا التائية والسموم وغيرها من المواد، مما يؤدي إلى تلف أجسام الخلايا العصبية.
يحدث الاعتلال العصبي الحسي المصاحب للورم في سياق الإصابة بالسرطان، ويُعتقد أنه ناتج عن تفاعل الأجسام المضادة المقاومة للسرطان مع مولدات ضد تُعبّر عنها الخلايا العصبية والخلايا السرطانية. أكثر الأجسام المضادة الذاتية شيوعًا هي الأجسام المضادة من نوع الخلايا التائية anti-Hu، حيث تمتصها الخلايا العصبية وترتبط ببروتينات شبيهة بـ ELAV-1، ELAV-2 وELAV-3، وهي بروتينات ترتبط بالحمض النووي الريبوزي الرسول.
يُعد سرطان الرئة صغير الخلايا أكثر أنواع السرطانات ارتباطًا بالأجسام المضادة anti-Hu المسببة للاعتلال العصبي الحسي المصاحب للورم. ومع ذلك، توجد أنواع سرطانات أخرى قد تُسبب هذا النوع من الاعتلال العصبي، منها: سرطان الرئة ذو المنشأ القصبي، وسرطان الثدي، وسرطان المبيض، ولِمفومة هودجكين، وسرطان البروستاتا، وسرطان المثانة، والأورام العصبية الصمّاوية، والورم المُختلط مولِّري المنشأ، والساركومات. وقد تسبق أعراض الاعتلال العصبي الحسي تشخيص السرطان بعدة أشهر أحيانًا
التهاب الأعصاب الحسي المناعي يرتبط بشكل شائع مع متلازمة سجوجرن. غالبًا ما تؤثر متلازمة سجوجرن على الاعتلال العصبي الحسي الحركي المحوري المعتمد على الطول والذي يتميز بالأعراض في الأطراف. ومع ذلك، قد يطور الأشخاص المصابون بسجوجرن أيضًا التهاب أعصاب حسي مع الخدر التدريجي في الوجه والجذع والأطراف بطريقة غير معتمدة على الطول. في التهاب الأعصاب الحسي المرتبط بسجوجرن، تتأثر الأحاسيس الاهتزازية والحس العميق بشكل كبير، مما يؤدي إلى حالة من الحركية المترنحة الشديدة.  يُعتقد أن التهاب الأعصاب الحسي يشمل 40٪ من التدهور العصبي في متلازمة سجوجرن و5٪ من جميع الحالات بشكل عام، وعادة ما يكون في بداية تحت الحادة. تشمل الأسباب الأخرى المرتبطة بالمناعة لالتهاب الأعصاب الحسي الذئبة الحمراء النظامية، والتهاب الكبد المناعي الذاتي وداء الاضطرابات الهضمية. يمكن أن تؤدي التعرضات السامة أيضًا إلى التهاب الأعصاب الحسي. تعتبر العوامل الكيميائية القائمة على البلاتين المستخدمة في العلاج الكيميائي السام بشكل خاص على العقدة الجذرية الظهرية. كما ارتبط التسمم طويل الأمد بفيتامين 6ب، والذي يسبب الحركية المترنحة الشديدة بسبب التأثير على الألياف الكبيرة المسؤولة عن الحس العميق. يُعتقد أن فيتامين 6ب يؤدي إلى التسمم العصبي بسبب سميته على الهيكل الخلوي والميكروأنابيب مما يؤدي إلى فقدان الخلايا العصبية بسبب الجرعات المفرطة المستمرة.
من الأسباب المحتملة الأخرى للعدوى التي تؤدي إلى التهاب الأعصاب الحسي تشمل فيروس نقص المناعة البشرية (الذي تم ملاحظة تسلل الخلايا اللمفاوية في العقدة الجذرية الظهرية فيها)، والفيروس البشري الاول المسبب لتلف اللمفاويات، وفيروس إبشتاين بار وفيروس الحماق النطاقي. تم إظهار أن العديد من الأمراض العصبية الوراثية التنكسية تتسبب أيضًا في تدمير العقد الجذرية الظهرية مما يؤدي إلى التهاب العقد العصبية الحسية (بالإضافة إلى بعض التشوهات في الجهاز العصبي المركزي والمحيطي). تشمل هذه الأمراض السقوط الفريد، والتأتأة المخيّة، ومتلازمة الاعتلال العصبي، وضعف التوازن الحسي، والتصلب العصبي الحركي المبدئي (بالإنجليزية: FOSMN).

## التشخيص
يُشخَّص الاعتلال العصبي الحسي العصبي سريريًا، اعتمادًا على العلامات والأعراض، بالإضافة إلى دراسات توصيل الأعصاب. من العلامات المميزة للاعتلال العصبي الحسي العصبي: الترنح في الأطراف العلوية والسفلية عند البداية أو في المراحل المتقدمة، وفقدان الإحساس بشكل غير متماثل، وفقدان الإحساس لا يقتصر على الأطراف السفلية (على عكس الاعتلال العصبي المحوري المعتمد على الطول).
دراسات توصيل الأعصاب تُظهر: غياب أو انخفاض في الجهد الحسي في الأطراف العلوية والسفلية، ومع سرعة توصيل عصبي محفوظة. عادةً ما تكون جهود التوصيل العصبي الحركي طبيعية (لأن الوظيفة الحركية غالبًا ما تبقى سليمة)، لكن في بعض الحالات قد تُظهر ضعفًا طفيفًا.
تحليل السائل الدماغي الشوكي قد يُظهر: زيادة في البروتين، وجود خلايا (بالإنجليزية: pleocytosis)، وأشرطة قليلة النسائل، ولكن هذه النتائج غير نوعية. خزعة من عقد الجذر الظهرية قد تُظهر نمطًا مميزًا من الالتهاب بواسطة الخلايا التائية الموجبة لـCD8، ولكن هذه الخزعة ليست ضرورية للتشخيص، كما أنها صعبة من الناحية التقنية، ونادرًا ما تُجرى إلا بعد الوفاة.
خزعة الجلد قد تُظهر انخفاض كثافة الألياف العصبية، لكن نادرًا ما تكون ضرورية للتشخيص.
التصوير بالرنين المغناطيسي قد يُظهر: تعزيزًا في الإشارة على التصوير المرجّح بـT2 ، وتورم في عقد الجذر الظهرية، بالإضافة إلى تنكس في الحبال الخلفية للحبل الشوكي.

## العلاج
عادةً ما يكون علاج الاعتلال العصبي الحسي العصبي غير فعّال. تم استخدام العلاجات المعدلة للمناعة بدرجات نجاح متفاوتة، وتشمل: الستيرويدات، والعلاج بالأجسام المضادة المناعية، وتبديل البلازما، والسيكلوفوسفاميد، والريتوكسيماب، والسيروليموس. تكون العلاجات المناعية أكثر فاعلية إذا تم البدء بها مبكرًا في مسار المرض، أي خلال أول شهرين من ظهور الأعراض. أما في حالات الاعتلال العصبي الحسي البارانيوبلازمي، فإن علاج السرطان الأساسي غالبًا لا يُخفف الأعراض. لأعراض الألم مثل عسر الإحساس أو فرط التحسس، يمكن استخدام علاج عرضي بواسطة: مضادات الاكتئاب ثلاثية الحلقات مثل: الأميتريبتيلين، أو مثبطات امتصاص السيروتونين والنورإبينفرين مثل: دولوكسيتين أو فنلافاكسين، أو أدوية الجابابنتينويد مثل جابابنتين أو بريجابالين.

## التوقعات
يحمل الاعتلال العصبي الحسي العصبي المرتبط بمتلازمة بارانيوبلازمية والأجسام المضادة Anti-Hu توقعًا سيئًا، حيث يبلغ متوسط البقاء أقل من سنة، ومعدل البقاء لمدة 36 شهرًا لا يتجاوز 20%.
أما الاعتلال العصبي الحسي مجهول السبب، فعادةً لا يستجيب للعلاج المناعي،
وتكون التوقعات من حيث السيطرة على الأعراض ضعيفة.